# Lothar Scherpe

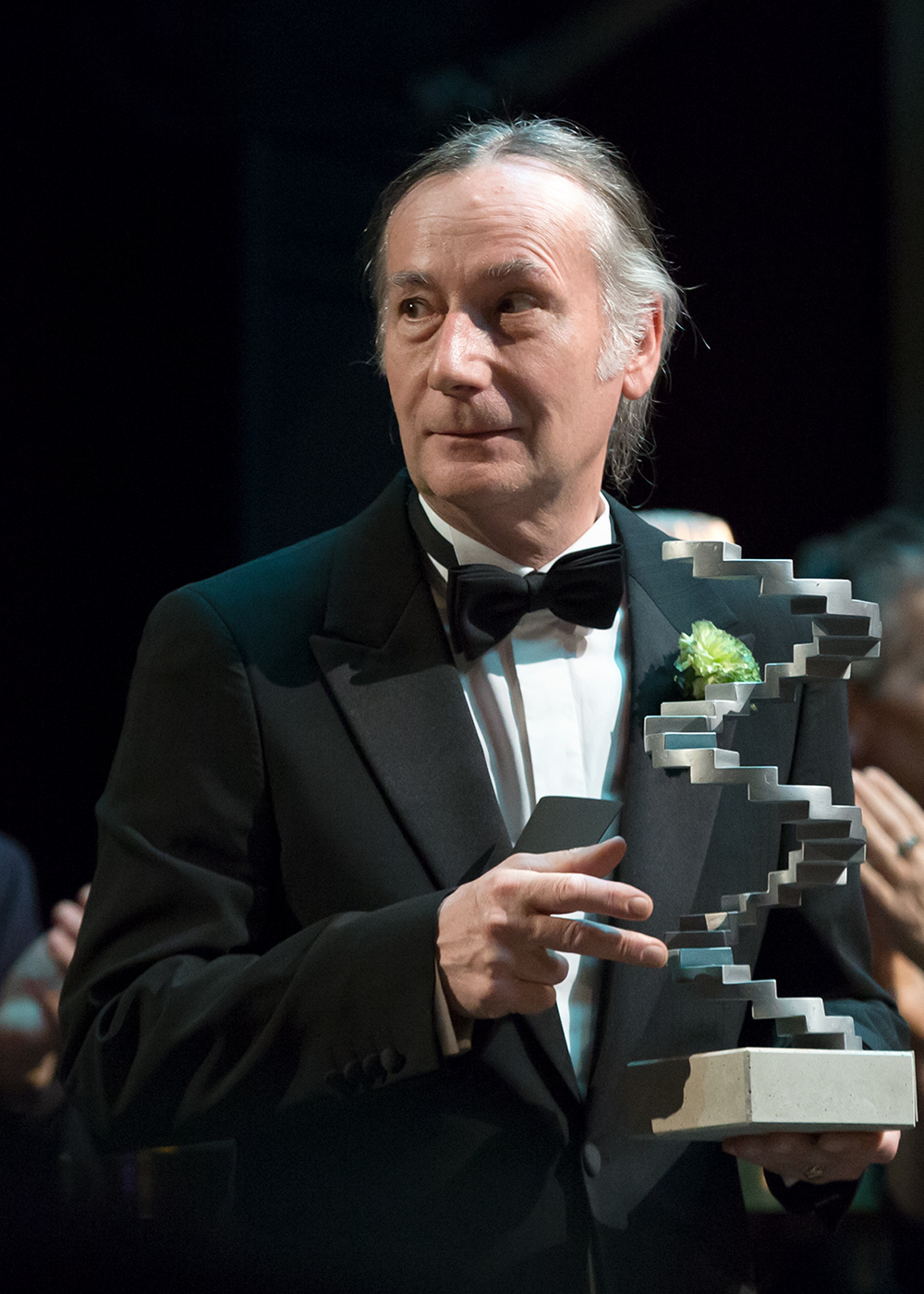
Lothar Scherpe (2017)

Lothar Scherpe ist ein österreichischer Musiker und Filmkomponist.

## Leben
Lothar Scherpe ist verantwortlich für zahlreiche Filmmusiken, zum Beispiel Müllers Büro (1988), Ravioli (2003) und Falco – Verdammt, wir leben noch! (2008), sowie Musik zu Folgen von Fernsehserien wie Tatort, SOKO Donau, Medicopter 117 – Jedes Leben zählt und MA 2412.
Außerdem ist Scherpe Mitglied der Bösen, der Begleitband des österreichischen Kabarettisten Alfred Dorfer, wo er Keyboards und Schlagzeug spielt.

## Filmografie (Auswahl)
- 1988: Müllers Büro
- 1990: Nie im Leben
- 1993: Muttertag – Die härtere Komödie
- 1995: Freispiel
- 1997: Qualtingers Wien
- 1998–2002: MA 2412 (Fernsehserie)
- 1998–2006: Medicopter 117 – Jedes Leben zählt (Fernsehserie)
- 1998: Hinterholz 8
- 1998: Quintett komplett
- 1999: Wanted
- 1999: Fink fährt ab
- 2000: Tatort: Der Millenniumsmörder (Fernsehreihe)
- 2000: Kaliber Deluxe
- 2000: Probieren Sie’s mit einem Jüngeren
- 2001: Zwölfeläuten
- 2002: Poppitz
- 2003: Ravioli
- 2003: MA 2412 – Die Staatsdiener
- 2005: Tatort: Der Teufel vom Berg (Fernsehreihe)
- 2005: Im Reich der Reblaus
- 2007: Tatort: Familiensache (Fernsehreihe)
- 2008: Falco – Verdammt, wir leben noch!
- 2008: Tatort: Exitus (Fernsehreihe)
- 2009: Tatort: Gesang der toten Dinge (Fernsehreihe)
- 2009: Tatort: Baum der Erlösung (Fernsehreihe)
- 2010: 3faltig
- 2011: Tatort: Lohn der Arbeit (Fernsehreihe)
- 2011: Tatort: Ausgelöscht (Fernsehreihe)
- 2011: Weihnachtsengel küsst man nicht
- 2012: Die kleine Lady
- 2013: Bad Fucking
- 2013: Tatort: Zwischen den Fronten (Fernsehreihe)
- 2014: Tatort: Abgründe (Fernsehreihe)
- 2014: Blutsschwestern
- 2014: Clara Immerwahr (Fernsehfilm)
- 2014: Tatort: Paradies (Fernsehreihe)
- 2015: Tatort: Deckname Kidon (Fernsehreihe)
- 2016: Tatort: Die Kunst des Krieges (Fernsehreihe)
- 2016: Landkrimi – Sommernachtsmord (Fernsehreihe)
- 2017: Baumschlager
- 2019: Tatort: Wahre Lügen (Fernsehreihe)
- 2022: Broll + Baroni – Für immer tot (Fernsehfilm)
- 2022: Tatort: Das Tor zur Hölle
- 2025: Tatort: Messer (Fernsehreihe)